# Sway (chanson des Rolling Stones)
Singles de The Rolling Stones
Brown Sugar / Bitch
(1971) Tumbling Dice
(1972)
Pistes de Sticky Fingers
Brown Sugar
(1) Wild Horses
(3)
Sway est une chanson du groupe de rock britannique The Rolling Stones parue le 23 avril 1971 sur l'album Sticky Fingers et le 12 juin 1971 sur la face B du single américain Wild Horses.

## Analyse artistique
Créditée à Mick Jagger et Keith Richards, Sway est une chanson de blues lente et a été la première chanson enregistrée par le groupe dans la demeure de Stargroves chez Mick Jagger à Newbury avec le studio mobile, puis aux studios Olympic à Londres.

« Je ne jette pas de larmes sur le sol poussiéreux pour mes amis au cimetière
 Je ne supporte pas que le sentiment soit si abattu
C'est juste que la vie démoniaque me tient sous son emprise. »

La chanson comporte un solo de guitare slide au milieu de la chanson pendant le pont instrumental et un solo virtuose dramatique à la fin (tous deux interprétés par Mick Taylor). La guitare rythmique interprétée par Mick Jagger est sa première performance de guitare électrique sur un album. L'arrangement des cordes a été contribué par Paul Buckmaster, qui a également travaillé sur la chanson Moonlight Mile présente sur l'album. Keith Richards a délaissé les guitares, mais reste aux chœurs. On pense que Pete Townshend, Billy Nichols et Ronnie Lane ont également participé aux chœurs de la chanson.
Mick Taylor prétendra plus tard qu'il estimait mériter d'être crédité comme co-auteur sur Sway et quelques autres chansons, et le fait qu'il ne les ait pas reçus était l'une des causes de son départ du groupe.
Lors de la sortie du single Wild Horses, les premiers pressages comportaient une version alternative de la chanson. Cette erreur sera corrigée sur les pressages suivants qui comportent la version de l'album.

## Postérité
Les Stones l'ont d'abord joué en concert lors d'une date à Columbus dans l'Ohio, puis lors de nombreux concerts du groupe lors de la tournée A Bigger Bang en 2006.
Une version de sept minutes de Sway apparaît sur l'album live Too Hot for Snakes de Carla Olson et Mick Taylor. Taylor étire un peu le solo, tandis que la version des Stones s'estompe en un peu moins de quatre minutes (Ian McLagan joue du piano sur cette version.).
Lors de la tournée de concerts 50 & Counting des Stones en 2013, le groupe, accompagné de l'invité Mick Taylor, a interprété Sway lors des concerts à Los Angeles, Chicago et Boston. Ces concerts ont marqué la première fois que Taylor a joué la chanson lors d'un concert du groupe.
En 2021, la chanson est utilisée dans le film Many Saints of Newark qui est un préquel de la série culte Les Soprano.

## Personnel
Crédités:
- Mick Jagger: chant, guitare rythmique
- Keith Richards: chœurs
- Mick Taylor: guitare solo, guitare slide
- Bill Wyman: basse
- Charlie Watts: batterie
- Paul Buckmaster: arrangement de cordes
- Nicky Hopkins: piano
- Pete Townshend, Ronnie Lane et Billy Nichols: chœurs